# Észak-amerikai kutyakígyó
Az észak-amerikai kutyakígyó  (Pituophis melanoleucus) a hüllők (Reptilia) osztályába, a  pikkelyes hüllők (Squamata) rendjébe, a kígyók (Serpentes) alrendjébe és a siklófélék (Colubridae) családjába tartozó faj.

## Előfordulása
Az egyik leggyakoribb kígyó Észak-Amerikában. 2700 méter tengerszint feletti magasságig előfordul.
Megtalálható New Jersey déli részein, Virginiában, Észak-Alabamában, Kentucky és Tennessee állam egyes területein.

## Élőhelyei
Sokféle területen előfordul, a sivatagokban és prériken ugyanúgy, mint a sziklás hegygerinceken, homok dombokon, fenyő- és tölgyerdőkben, füves területeken, de ember által megművelt mezőgazdasági földeken is.

## Megjelenése

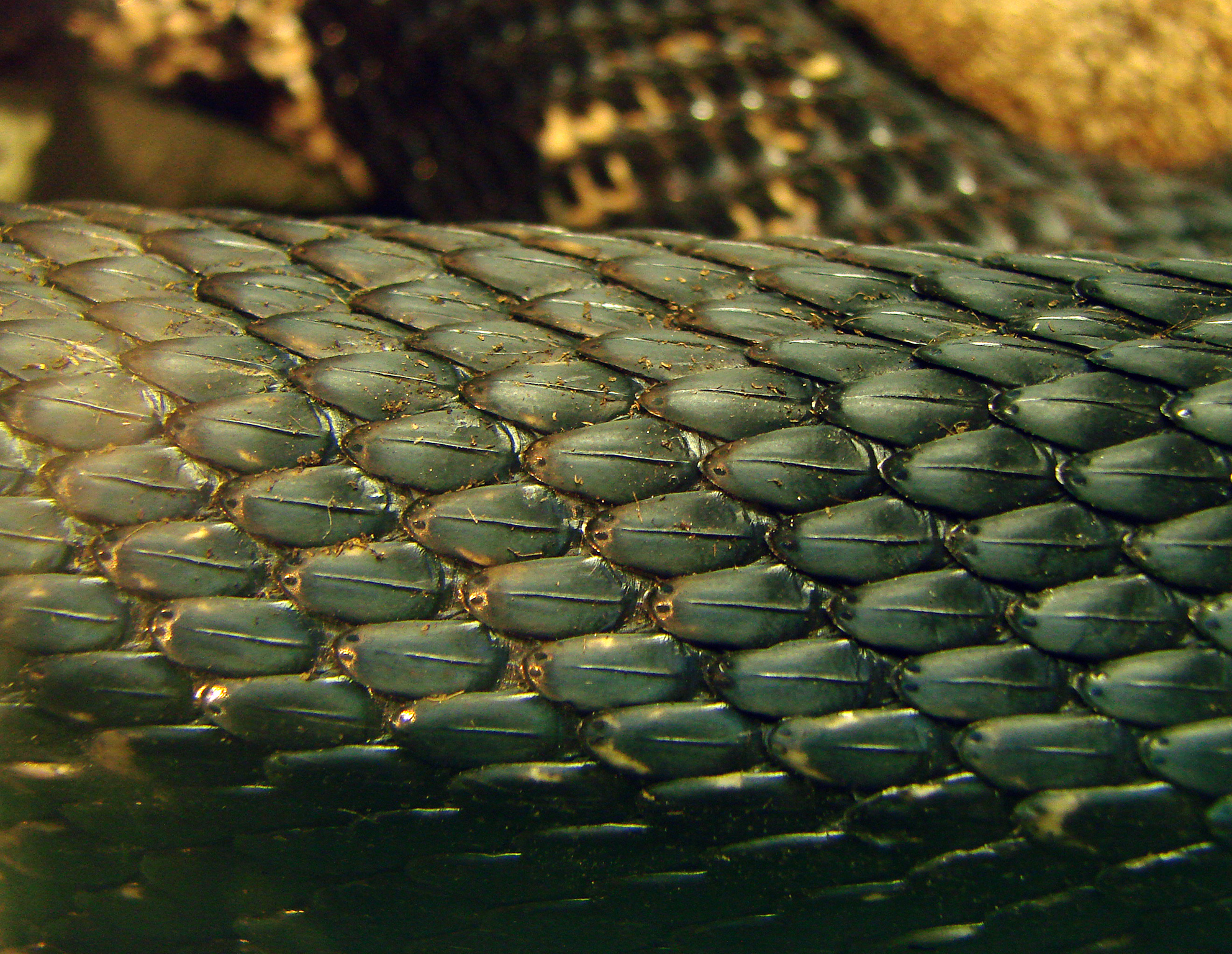
Ormós pikkelyei

Nagytestű, erőteljes kígyó, hosszúsága  elérheti a 254 cm is, de általában 122–168 cm.
Színezete rendkívül változatos, alapszíne fehér, sárga, krémszínű, világosszürke árnyalatú lehet, fekete, barna, vörösesbarna, barnássárga mintázatokkal. Egyes példányai vedlés után porcelánfehérek, színes foltokkal, míg mások szinte teljesen feketék. Gyönyörű színezetük talajlakó életmódjuk miatt hamar kifakul.
A kígyó hátát és testoldalát erősen ormós pikkelyek fedik.
Teknőshöz hasonló, testéhez képest viszonylag kis feje van.
A nőstények általában nagyobb termetűek, mint a hímek.
A két nemet legkönnyebben megkülönböztetni a farkuk alapján lehet. A hímeknek hosszabb, hegyesebb, míg a nőstényeknek rövid és kúpos végű.

## Életmódja
Rejtőzködve él, a nap nagy részét saját maga ásta, vagy más állatok által készített üregekben tölti. Nappali életmódot folytat, de előfordul éjszakai táplálékkeresése is, különösen forró nappalokon. Március, április környékén lesz aktív, ami októberig, vagy novemberig tart, majd a telet hibernálódva a föld alatt tölti.
Jól mászik, domboldalakon, nem túl meredek sziklafalakon is könnyedén feljut.
Lakott települések környékén is gyakran megtalálható. Hasznosságát nehéz megítélni, mert igaz, hogy pusztítja a patkányokat, egereket, ürgéket, melyek komoly mezőgazdasági kártevők, de a madarakat, tojásokat is megeszi, sőt a baromfit sem kíméli.
Ha megzavarják, feltűnő helyzetbe emelkedik, fejét háromszög alakúra lapítja, ellenségeit hangos sziszegéssel igyekszik elijeszteni, miközben tátott szájjal hevesen vagdalkozik, farkát rezegteti a csörgőkígyókat utánozva. 
Méregfoga nincsen, de szorult helyzetben, önvédelemből fájdalmas harapásra képes. Szorítása veszélyes, zsákmányait is ilyen módon öli meg, de embereken még soha nem tapasztalták, hogy ilyen módon okozott volna sérülést, vagy halált.

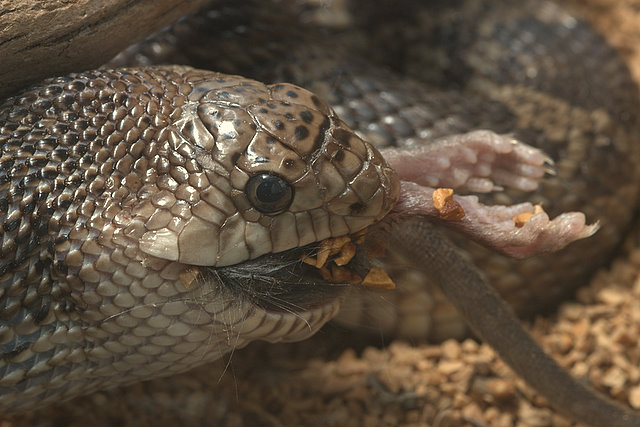

Tápláléka emlősök, madarak, kígyók, tojások. Egyszerre több zsákmányt is képes elfogyasztani. Amíg az egyiket nyeli, a másik, vagy akár több leendő áldozatát is, izmos testének gyűrűivel az üreg falához szorítja, hogy ne tudjanak elmenekülni.
Vadon élő egyedek élettartamáról nincsenek adatok. Fogságban a leghosszabb élettartam 22 év, 5 hónap és 1 nap volt, valamint 20 év 9 hónap, és 2 nap egy San Diegó-i állatkertben született nőstény példányé.

## Szaporodása
A hímek a szaporodási időszak alatt rituális küzdelmet folytatnak a nőstényekért. A földön a farkuktól a nyakukig összetekeredve küzdenek, mindketten próbálják fenntartani a fejüket. Ritkán harapnak, inkább sziszegnek egymásra. Általában csak a győztes párosodik a közelben lévő nősténnyel, melyre rámászik és a fejét vagy nyakát harapva tartja a párzási idő alatt, melynek  ideje 30-60 perc között van.
A nőstény tojásrakó, fészekalja 3-24 darab közötti  tojás lehet, de általában 8-10 darab, melyet ha csak teheti üregekben rak le. Költése lehet magányos, de történhet más fajtársakkal együtt is. A költési idő hőmérséklettől függően 51-100 nap közötti, de általában 70 nap körüli. Tojásai krémfehér színűek, a kígyótojások között a legnagyobbak közé tartoznak. A tojásokból több hím kel ki, mint nőstény, viszont később megfordul ez az arány, felnőttként több nőstény kígyó van, mint hím.
A kis kígyók szüleikhez hasonlóan erőteljes testalkatúak, meglehetősen nagyok, hosszuk 30–58 cm között van, súlyuk 23-60 gramm. Az ivarérettséget körülbelül 3 évesen érik el.

## Tartása

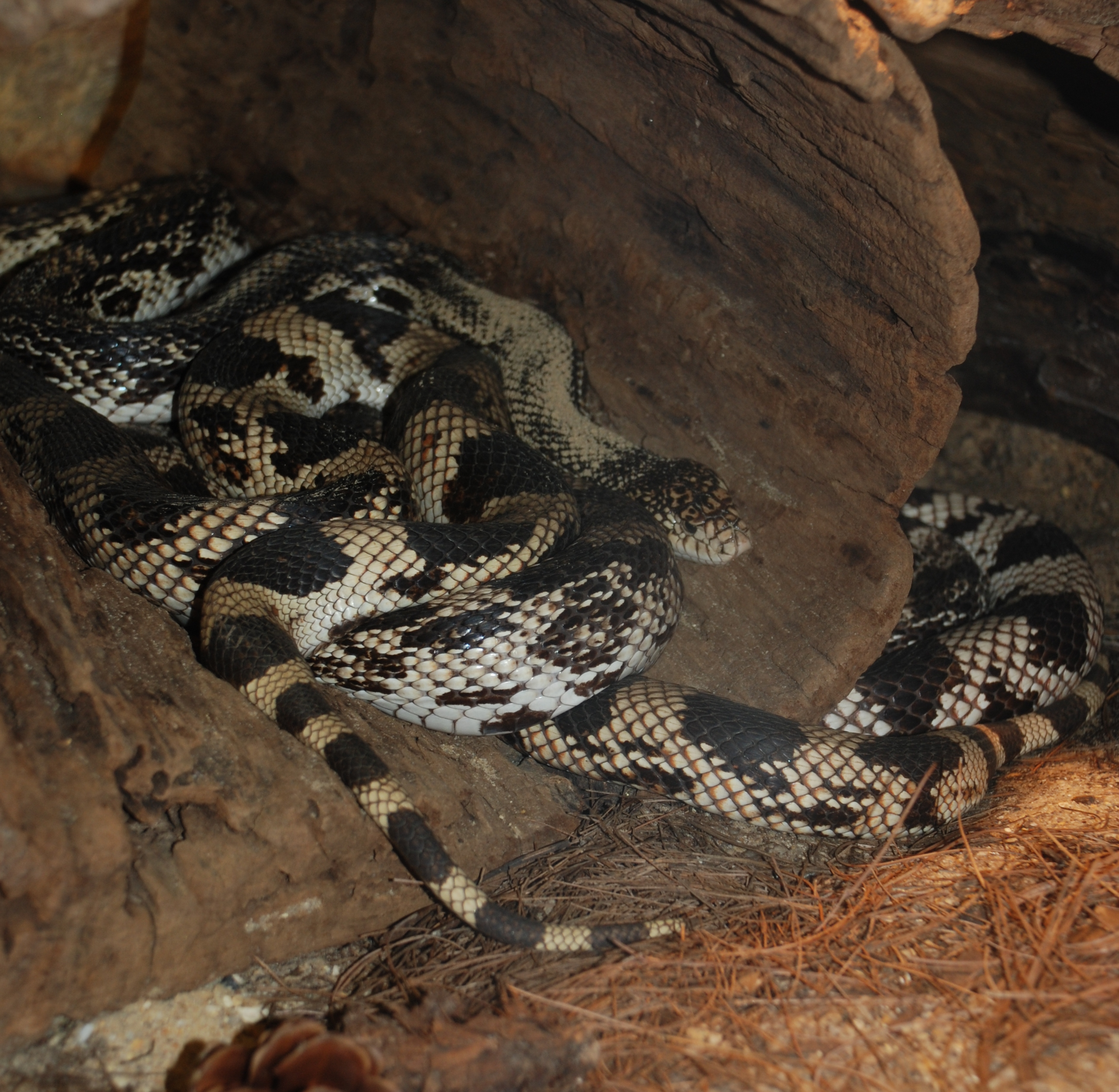

Az újszülöttek, vagy fiatalok könnyen alkalmazkodnak a fogsághoz, míg a vadon befogott példányok tartásánál gondok adódhatnak, az állatok vadak maradnak, a táplálékot is gyakran visszautasítják. Feltétlenül szükségük van búvóhelyre, üregre, ahová visszahúzódhatnak és biztonságban érezhetik magukat. A természetes környezetükben sokszor vannak homokos élőhelyen, szeretik is azt, viszont fogságban kerülni kell  ezt a fajta aljzatot, mert míg a vadonban a tág mozgástér miatt könnyen kipereg a homok nagy pikkelyei közül, a terráriumban a bőr rései közé tapadva, elfertőződő elváltozásokat okozhat.

## Képgaléria
|  |  |  |

## Alfajai
| Latin név                           | Angol név           | Magyar név      | Leíró                        | Elterjedés                                                                |
| ----------------------------------- | ------------------- | --------------- | ---------------------------- | ------------------------------------------------------------------------- |
| Pituophis melanoleucus melanoleucus | Northern Pine Snake | Fenyősikló      | Francois-Marie Daudin, 1803  | Karolina, Észak-Georgia, Kelet-Tennessee, Délkelet-Kentucky, Dél-Alabama. |
| Pituophis melanoleucus mugitus      | Florida Pine Snake  | Déli kutyakígyó | Thomas Barbour, 1921         | Florida déli részétől északra Dél-Karolináig és nyugatra Alabamáig        |
| Pituophis melanoleucus lodingi      | Black Pine Snake    |                 | Frank Nelson Blanchard, 1924 | Florida, délnyugat Alabama.                                               |

|  |  |